# Escola de Medicina da Universidade de Edimburgo
A Escola de Medicina da Universidade de Edimburgo faz parte da Faculdade de Medicina e Medicina Veterinária da Universidade de Edimburgo, localizada em Edimburgo, Escócia.
Criada quase 300 anos atrás, a Escola de Medicina é uma das mais antigas e as melhores escolas médicas na Escócia e no Reino Unido, a quarta posição no Reino Unido, de acordo com o Guardian University Guide em 2009 e sexto, de acordo com The Times Good University Guide.
A partir de 2008, a escola aceita alguns médicos britânicos 218 estudantes por ano e um adicional de 16 estudantes internacionais. Admissão à escola é bastante competitiva, com mais de 85% dos britânicos e 92% dos candidatos recorrentes internacionais todos os anos sendo rejeitada.